# Велики прави задњи мишић главе
Велики прави задњи мишић главе (лат. musculus rectus capitis major) је парни мишић врата, који је локализован у четвртом слоју задње стране његове мускулатуре. Он се налази на граници између главе и врата, споља од малог правог задњег мишића главе, и заједно са њим, горњим и доњим косим мишићем главе образује тзв. Арнолдов потпотиљачни троугао.
Припаја се на љусци потиљачне кости и на ртном наставку другог вратног кичменог пршљена.
У инервацији овог мишића учествује потпотиљачни живац, а основна функција му је опружање (екстензија) главе при обостраној контракцији и њено бочно савијање и обртање при унилатералном дејству.